# Козаченко Іван Іванович
Іва́н Іва́нович Козаче́нко (*10 жовтня 1961, Калуш, Івано-Франківської області — †10 червня 1999, Київ) — український поет-лірик із покоління «дев'яностників», письменник, журналіст, бард.
Член Національної спілки письменників України (1993).

## Життєпис
Закінчив Київський університет (1984). Працював у Києві: у Музеї книги (1986), Товаристві книголюбів (1987–1991), літературним редактором підліткового журналу «Однокласник» (1991–1995), у журналі «СіЧ» (1996), редактором відділу поезії часопису «Столиця» (1996–1998), в газеті «Говорить і показує Україна».
Автор кількох музичних альбомів, стиль характеризується як імпресіоністичний бард-рок. Для його поезії притаманна експресія. Серед популярних пісень на слова І. Козаченка — «Мої батьки» (музика О. Злотника), «Злагода» (музика Ю. Дерського), «Небо», «Межа», «Листя» (музика сестер Тельнюк), «Новорічна пісня» (музика І. Кириліної).Неодноразовий дипломант фестивалів «Червона рута» (тричі поспіль —1989, 1993, 1997), Дзвін та «Оберіг» (обидва  — 1991). За його творчістю поставлено виставу «Ліфти для повертання» (режисер — С. Архипчук, театр «Сузір'я», 2012).
Через передчасну смерть поет залишив сцену життя фактично непоміченим літературним бомондом. Зокрема, вірші Козаченка, на відміну від пісень, так і не були відзначені, як того заслуговує його невеликий (до кількасот поезій), але якісний, творчий доробок. Між тим, приміром, поет Віталій Квітка, вважає І. Козаченка найкращим поетом України 1970–1990-х років:  
«Якщо форму і зміст в Поезії розглядати окремо, то Україна в останні півстоліття є дуже багата; найкращі Поети України то є ціла плеяда імен — від сімдесятників до наших днів. Якщо ж розглядати Поезію, як абсолютну, повну єдність і нерозчленимість її форми та змісту, то тоді коло «пошуку істини» значно звужується: вважаю, таким поетам, як Віктор Кордун, Іван Козаченко та Олег Лишега — немає (і навряд чи в найближчому часі — будуть) рівних в Україні… Поезія — не ток-шоу, порівнювати чи прирівнювати поетів один з одним, звісно, важко, але можливо; і мені здається, що Іван Козаченко — все-таки найцілісніший з наших поетів», — вважає Віталій Квітка.  
Помер поет від серцевого нападу 10 червня 1999 року, осиротивши дружину Тетяну Крижанівську і сина . І життю, і смерті І. Козаченка супутні обставини, міфи і загадки, які навряд чи будь-коли будуть з'ясовані. Безумовно одне: це був один із найвитонченіших та найаристократичніших — і в побуті, і в мистецтві — поетів України.

## Збірки поезій
- «Аркан срібний» (1992)
- «Відеохронопис» (1994)
- «Лови» (1997)
- «Обітована» (1998, усі — Київ)
- «Зимовий птах» (2013)

Публікації
Козаченко Іван.В.Білоножко:тепер співаю лише про кохання.//Хата (газета).№16(47).1998.серпень..С.4

## Музичні альбоми
- «Моя містерія» (компакт-диск)
- «Незримий сад» (аудіокасета)
- «Зоря твого лиця» (аудіокасета)

## Відзнаки
Лауреат літературного конкурсу «Гранослов» і мистецького фестивалю «Лір».